# Heteroconger canabus
Heteroconger canabus är en fiskart som först beskrevs av Cowan och Rosenblatt, 1974.  Heteroconger canabus ingår i släktet Heteroconger och familjen havsålar. IUCN kategoriserar arten globalt som otillräckligt studerad. Inga underarter finns listade i Catalogue of Life.